# شیخ عدی

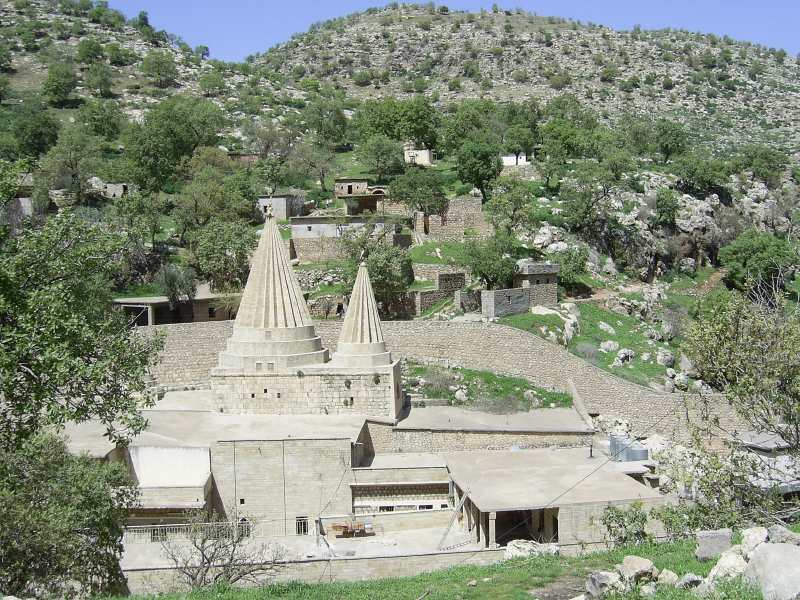
آرامگاه شیخ عدی در لالش، شمال عراق.

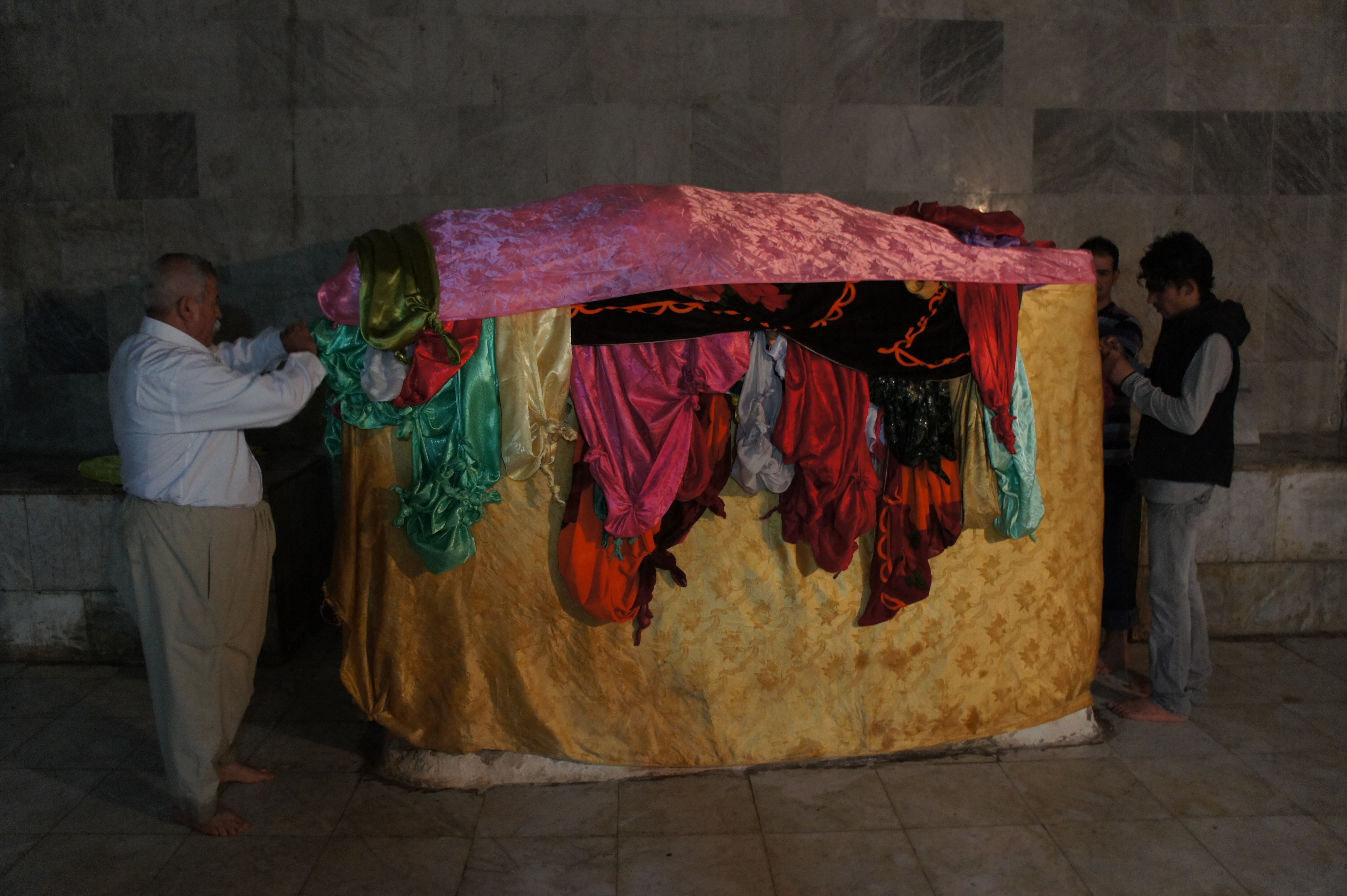
قبر شیخ عدی.

شیخ عَدی (به کردی: شیخ ئادی و Şêx Edî) عارفی است که در برهه‌ای از تاریخ آیین ایزدیان (یزیدیان) شمال عراق وارد آن آیین شده و به نوعی آن را به طریقه‌ای عرفانی، که رابطه مرید و مرادی بر آن حاکم است، تبدیل نموده و ایزدیان را در زمره مسلمانان درآورد. پس از وی نیز جانشینانش این رویه را ادامه داده‌اند.
از او به عنوان بنیادگذار آیین یزیدی یاد می‌شود. او در سال ۱۱۶۰ میلادی در لالش در کردستان عراق از دنیا رفت و هر یزیدی در صورت توانایی‌اش باید در زندگی دست کم یک‌بار به زیارت آرامگاه او در لالش برود.
یکی از توصیه‌های شیخ عدی به پیروانش دوری از کتاب‌ها بود (تونجی مغولزاده، ۱۳۸۰: ۳۸) که همین وصیت باعث رواج بی‌سوادی در میان پیروان وی گردید. به همین دلیل آنان اعتقاداتشان را به صورت شفاهی و سینه به سینه نقل می‌کنند. ایزدیان اثر مکتوب خاصی به جز دو کتاب خیلی مختصر مصحف رش و جلوه ندارند.

## پیشینه
برخی او را که نام کامل و کنیه‌اش «شرف‌الدین ابوالفضائل عدی بن مسافر بن اسماعیل بن موسی بن مروان بن حسن بن مروان» است منسوب به مروان بن حکم می‌دانند و در امویت او اتفاق نظر دارند. او را مردی صالح و پرهیزگار دانسته‌اند که در سال ۴۶۷ هجری در روستای بیت‌فار در بعلبک لبنان به دنیا آمده‌است و در میانسالی در کوهستان حکاری در کردستان و موصل مسکن گزیده‌است. در این زمان او به «شیخ عدی حکاری» موسوم می‌شود. او بین سال ۵۵۵ تا ۵۵۸ هجری قمری در حالی که نزدیک به ۹۰ سال داشته‌است از دنیا می‌رود و وی را در زاویهٔ خود در لالش دفن می‌کنند.
بر روی سنگ آرامگاه وی چنین نوشته شده‌است:
بسم الله الرحمن الرحیم خالق السماء و الارض، اخفض هذه المنزل محل الشیخ العدی الحکاری، شیخ یزیدیه.